# Ed O’Bannon
Edward Charles „Ed“ O’Bannon, Jr. (* 14. August 1972 in Los Angeles) ist ein ehemaliger US-amerikanischer Basketballspieler.

## Werdegang
O’Bannon wuchs in Los Angeles auf, er spielte Basketball an der Artesia High School in Lakewood. Er wurde 1990 auf Schulebene als bester Spieler der Vereinigten Staaten ausgezeichnet. O’Bannon gab erst der University of Nevada, Las Vegas (UNLV) seine Zusage, entschied sich dann aber doch zum Wechsel an die University of California, Los Angeles (UCLA), als die UNLV wegen früherer Regelverstöße beim Anwerben von Spielern eine Strafe erhielt. Kurz vor dem Beginn der Saison 1990/91 zog er sich einen Kreuzbandriss im linken Knie zu, O’Bannon musste lange pausieren und spielte dann von 1991 bis 1995 für die Hochschulmannschaft, von 1993 bis 1995 an der Seite seines Bruders Charles O’Bannon. 1995 gewannen die Brüder mit der UCLA den NCAA-Meistertitel, Ed O’Bannon kam im Endspiel auf 30 Punkte und 17 Rebounds, er wurde als bester US-Hochschulbasketballspieler der Saison 1994/95 ausgezeichnet. 1993 gewann er mit der US-Studentenauswahl Gold bei der Sommeruniversiade.
Die hohen Erwartungen, die an O’Bannon wegen seiner guten Leistungen an der UCLA auch im Berufsbasketball gestellt wurden, erfüllte er in der NBA selten. Zwischen 1995 und 1997 bestritt er 128 Spiele in der Liga, in denen er es auf Mittelwerte von 5 Punkten sowie 2,5 Rebounds je Begegnung brachte. Später gab O’Bannon preis, sich gewünscht zu haben, für eine NBA-Mannschaft im Westen der Vereinigten Staaten zu spielen. Bei den New Jersey Nets verspürte er Heimweh, im Februar 1997 wurde er an die Dallas Mavericks abgegeben. Die Texaner reichten ihn Ende September 1997 an die Orlando Magic weiter, für die er aber nicht in der NBA spielte, sondern Ende Oktober 1997 seinen Platz im Aufgebot verlor.
O’Bannon setzte seine Laufbahn in den Vereinigten Staaten bei den LaCrosse Bobcats fort, für die er acht Spiele in der Continental Basketball Association bestritt, ehe er im März 1998 nach Italien zu Genertel Trieste wechselte. 1998/99 stand der US-Amerikaner bei CB Valladolid in der spanischen Liga ACB unter Vertrag, brachte es auf 34 Einsätze mit Mittelwerten von 15,3 Punkten sowie 6,4 Rebounds je Begegnung. Nach Aufenthalten in Griechenland und Argentinien versuchte O’Bannon 2000, in die NBA zurückzukehren, spielte bei den Orlando Magic vor, erhielt aber keinen Vertrag für die Saison 2000/01. Er schloss sich daraufhin den Los Angeles Stars in der neugegründeten Spielklasse ABA an. Drei Jahre spielte O’Bannon in Polen und zog sich dann aus dem Leistungssport zurück.
Nach dem Ende seiner Basketballlaufbahn hatte O’Bannon Schwierigkeiten, sich an die veränderten Lebensverhältnisse anzupassen. Er betätigte sich als Assistenztrainer an der Green Valley High School und wurde dann 2004 in Henderson (Bundesstaat Nevada) als Autoverkäufer beruflich tätig. 2009 wurde er zusätzlich Trainer der Basketballmannschaft der Henderson International School. Später arbeitete er als Bewährungshelfer. Seine Tochter Jazmin spielte Basketball an der UNLV.
Da eine Aufnahme, die O’Bannon zeigt, zur Bebilderung eines Videospiels genutzt wurde, ohne dass er dafür die Erlaubnis gegeben oder eine Vergütung erhalten hatte, verklagte O’Bannon den Hochschulsportverband NCAA. Im August 2014 urteilte ein US-Gericht, dass das NCAA-Regelwerk in Bezug auf Vergütungseinschränkungen von American-Football- und Basketballspielern gegen das Kartellrecht verstoße und den Handel unangemessen einschränke.